# Anna Ascends
Anna Ascends er en amerikansk stumfilm fra 1922 af Victor Fleming.

## Medvirkende
- Alice Brady som Anna Ayyob
- Robert Ellis som Howard Fisk
- David Powell
- Nita Naldi som Rostoff
- Charles K. Gerrard som Rostoff
- Edouard Durand som Siad Coury
- Florence Dixon som Bessie Fisk
- Grace Griswold som Miss Fisk